# Combat de Leuze (1798)
Guerre des Paysans
Batailles
- Saint-Nicolas
- 1er Boom
- Merchtem
- Zele
- Malines
- 2e Boom
- Hooglede
- Moorslede
- Zonnebeke
- 1er Diest
- 1er Louvain
- Alost
- Turnhout
- Enghien-Hal
- Hérinnes
- Audenarde
- Leuze
- 2e Louvain
- Ingelmunster
- Duffel
- Herentals
- Arzfeld
- Clervaux
- Amblève
- Stavelot
- Pollare
- Londerzeel
- Kapelle-op-den-Bos
- Bornem
- Meerhout
- 2e Diest
- 3e Diest
- Mol
- Jodoigne
- Marilles
- Beauvechain
- Hélécine
- Kapellen
- Meylem
- Hasselt

Le Combat de Leuze se déroule en 1798 pendant la guerre des Paysans dans la ville de Leuze, dans le département français de Jemmapes (actuellement province de Hainaut en Belgique).

## Déroulement
Le 28 octobre 1798, des insurgés flamands venus de Renaix et d'Audenarde s'emparent de Leuze. Soixante soldats républicains de la garnison d'Ath se portent alors à la rencontre des insurgés et reprennent la place après un court combat,.
Les bulletins militaires républicains affirment que les bandes d'insurgés sont totalement exterminées, à l'exception de six prisonniers, tandis que les républicains ne perdent pas un seul homme. En réalité, leurs pertes sont, selon l'historien Paul Verhaegen, de 20 tués, de 20 blessés et de 8 prisonniers. Les insurgés, vaincus, se replient vers Frasnes et sont poursuivis jusqu'à Hacquegnies.